# Юргенс Наталя Микитівна
Наталя Микитівна Юргенс (14 лютого, 1932, Ленінград — 31 травня, 2014, Маріуполь) — радянська і українська театральна акторка. Народна артистка Української РСР з 1976 року.

## Життєпис
Народилась в місті Ленінград. Походить з дворянської родини. Батько, Юргенс Микита Олександрович, полковник, був репресований за часів сталінського режиму, відбував безвинне покарання у радянських концтаборах у 1936—1939 рр. По звільненні за примусом комуністичної влади жив на засланні. Наталя зустріла батька лише у 22 роки.
Наталя пережила перший рік в блокованому фашистами Ленінграді. Була евакуйована 1942 року у Таджикистан.
У віці 16 років зіграла першу власну роль у виставі Таджикського театру опери та балету. У повоєнний період 1954 року закінчила Ленінабатське (Ташкентське) музичне училище за класом «вокал». За часів СРСР працювала у театрах Якутська, Ташкента, Сиктивкара. Дев'ять років (1960—1969) працювала в університетському місті Томськ (Томський драматичний театр).
1969 року перебралась жити у місто Маріуполь, де працювала в місцевому театрі 45 років. В Маріуполь Наталя Юргенс та її чоловік Георгій Лесніков прибули не випадково. Їх запросив на працю давній знайомий по місту Томськ, театральний режисер Олександр Утеганов. Актори не прибули з порожніми руками, вони привезли у місто готову виставу «Варшавська мелодія» за п'єсою Л. Зоріна.
У репертуарі Наталі Юргенс — понад 150 різноманітних ролей. Вона була серед тих, для кого були малі межі одного амплуа.

## Власна родина
- Була у двох шлюбах. Від першого мала сина (став викладачем історії), В другому шлюбі народила доньку (Дарью Юргенс), що стала акторкою і працює в Санкт-Петербурзі, відому за роль повії у шовіністичному фільмі Брат-2.